# 克羅加提戰役
克羅加提戰役（波蘭語：Bitwa pod Krojantami）是第二次世界大戰波蘭戰役中發生的一次騎兵衝鋒戰鬥，發生於1939年9月1日波美拉尼亞克羅加提的一個小村子附近。波軍沿著普魯士東鐵路自丘涅希（Chojnice）7公里處，以騎兵攻擊德軍步兵營。在攻擊途中，波軍騎兵受到附近德軍裝甲運兵車的機槍攻擊，被迫撤退。波軍聲稱由於德軍攻勢受阻，算是達成了任務。
這場戰鬥發生於戰爭的第一天，也是突丘拉森林戰役的一部分。這個事件後來有一名記者來戰地採訪，並看到成群馬匹與騎兵的屍體，誤認為波軍騎兵攻擊德軍戰車，成為一個著名的誤解。納粹宣傳機關利用這個事件，宣揚波軍誤以為德軍戰車是《凡爾賽條約》限制下所製造出來的假戰車，而以長矛與馬槍對其衝鋒，造成相當長的一段時間裡，人們對波蘭騎兵的錯誤觀念。

## 戰鬥前的狀況
波軍單位於凌晨5點時就對德軍第20摩托化步兵師（由毛里茨·冯·维克托林中將指揮）的第76步兵團（由漢斯·可羅尼克指揮）發動攻擊，其為海因茲·古德里安的第19裝甲軍之左翼的一部分。波軍在當天稍早即截斷了前往但澤自由市的德軍步兵，並減緩了他們的行動。
在早上8點，波軍騎兵以南的德軍突破了波蘭國境守備隊，迫使當地的波軍開始撤往在布爾達河的第二條防線，第18波美拉尼亞槍騎兵團（18. Pułk Ułanów Pomorskich）被派去支援本次撤退行動。

## 戰鬥
第18波美拉尼亞槍騎兵團發現小股德軍步兵於丘涅斯-羅諾歐波博斯基線鐵路交叉口附近的突丘拉森林休息。
卡昔米爾茲·馬斯塔爾基（Kazimierz Mastalerz）上校決定對敵人來個奇襲，並命令第一分隊的指揮官—尤尼茲·思維希阿卡（Eugeniusz Świeściak）於19點時發動一個騎兵衝鋒行動，以兩個分隊，約250人進行。另外兩個分隊的大部分兵力，以及他們擁有的TKS與TK-3小戰車則留後預備。
衝鋒的行動相當成功，德軍步兵單位被打散，波軍佔領了該空地。然而德國裝甲偵查車從林道駛出（可能是第20偵查營（Aufklärungs-Abteilung 20）的一部分），很快地就對波軍單位以重機槍掃射（可能是輕裝偵查車（Leichter Panzerspähwagen）的MG 34，或為重裝偵查車（Schwerer Panzerspähwagen）的20公釐砲），波軍完全暴露於砲火之下，並開始往後方山丘尋求掩護。
指揮官思維希阿卡陣亡，試圖救他的馬斯塔爾基亦然。約有三分之一的波軍死傷，但另一方面，德軍的攻勢進度被拖延得夠久，讓波軍第1步槍營與國家防衛基瑟斯克營（Czersk）得以從附近的丘涅希戰役中撤出。
波軍騎兵這次的衝鋒令德軍印象深刻，並令德軍第20摩托化步兵師攻勢停頓，甚至考慮要進行戰術撤退。然而這種情況被古德里安將軍所避免，在他的回憶錄中記述到，他碰到他的幕僚「戴起了鋼盔，準備以反戰車砲對可能出現的波軍騎兵開火，而這種「戰爭爆發後第一天造成的恐慌」很快就被克服了。

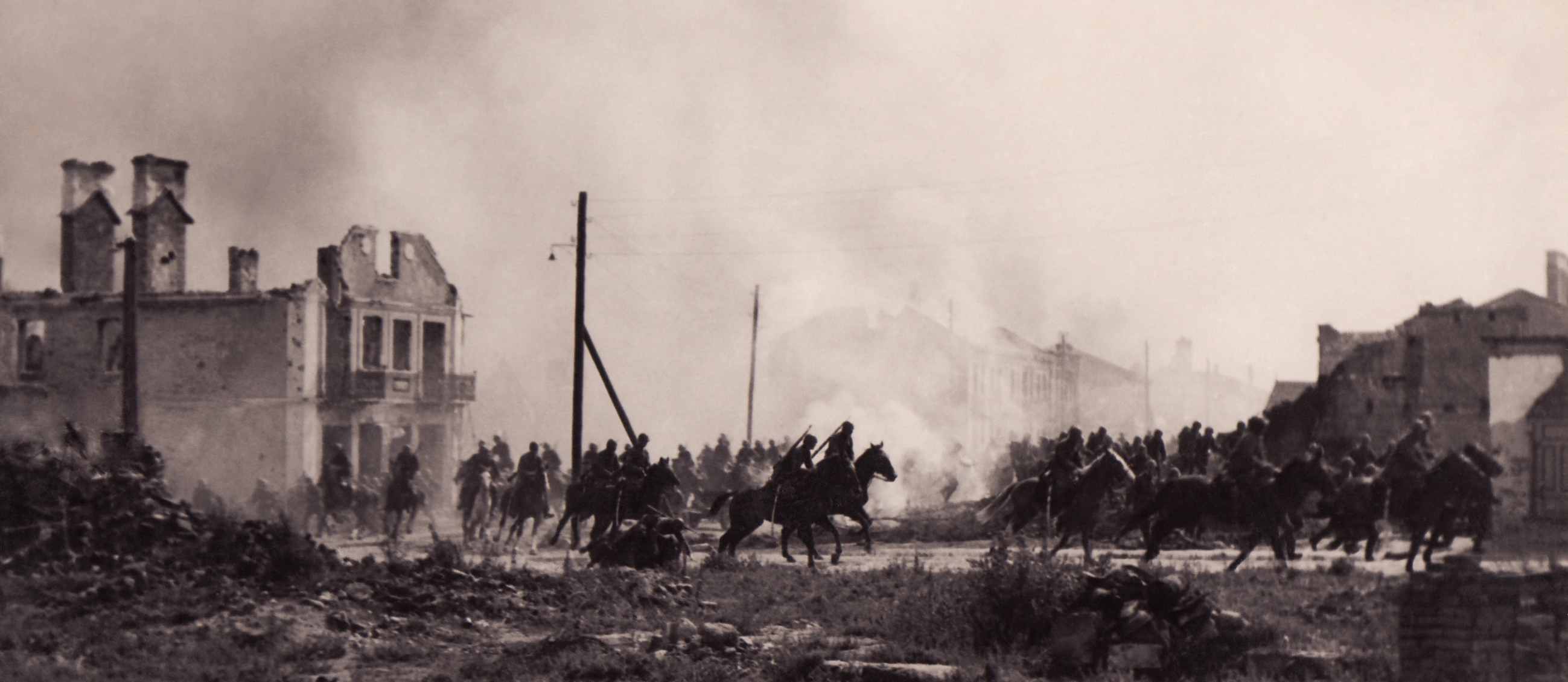
1939年的波軍騎兵
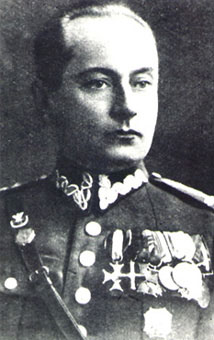
卡昔米爾茲·馬斯塔爾基
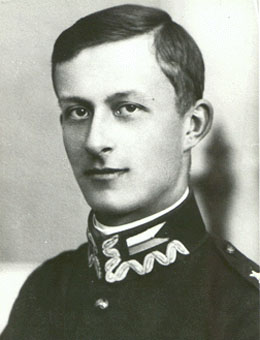
尤尼茲·思維希阿卡

## 結果與誤傳
波軍本次的衝鋒令德軍進展擱置了一天，而基瑟斯作戰集群得以無損失地向南線撤出。同時德軍也花了幾個小時來重組單位，繼續其攻勢。1939年9月2日，第18波美拉尼亞槍騎兵團被該作戰集群司令史坦斯洛夫·戈爾斯摩特-斯克丁尼基（Stanisław Grzmot-Skotnicki）用他自己的波蘭軍事十字勳章（Virtuti Militari）授勛獎勵該單位的英勇表現。
同一天，德國戰地記者來到了現場，還另有兩位義大利記者隨行。軍方向他們展示出波軍騎兵與馬的屍體，同時附近還有在戰鬥後抵達的德軍戰車。其中一位義大利記者—印德羅·蒙特烈里（Indro Montanelli）將其報告寄回，敘述波軍士兵的英勇，敢於以長矛與馬刀向德軍戰車衝鋒。雖然這個衝鋒沒有真的發生，當時也沒有戰車參戰，這個錯誤訊息仍被德軍宣傳機關於戰爭期間大力宣揚。德國宣傳雜誌《國防軍》（Die Wehrmacht）於9月13日報告，因為波蘭宣傳單位誤以為德軍裝甲車只是覆蓋一片薄鐵板的車子，嚴重低估，而出現了這種令人駭異的攻擊。在二戰結束後，該事件也經常被蘇聯宣傳機關引用，指責戰前波蘭指揮官的愚蠢行徑，未為國家準備戰備，浪費了士兵的鮮血。
歷史學家喬治·帕拉達（George Parada）則說道：
不同於德軍的宣傳，波軍騎兵旅從來沒有以馬刀長矛向戰車衝鋒過，他們自己有裝備反戰車武器，如37公釐波佛斯wz.36（出口到英國，命為Q.F. 37 公釐Mk I）反戰車砲，它可在600公尺的距離貫穿26公釐的裝甲（30度的情況下）。後來騎兵旅轉化為機動旅單位。
波軍所擁有的另一種武器為反戰車步槍1935年型（karabin przeciwpancerny wz. 35），口徑為7.92公釐，可在300公尺、30度情況下貫穿15公釐的裝甲。在1939時，德軍的戰車主力為小型、輕裝甲的一號與二號戰車，很容易因這些武器而受損。

## 資料來源
1. ↑  希特勒少年團雜誌《注意》（Der Pimpf）封面就有這幅景象（1939年10月期）見Archive.org 此
2. ↑  「若要令大眾對1939年的波蘭軍有個主要印象，就是他們勇敢地以長矛衝向敵軍的戰車，儘管這像其他被德軍戰時宣傳和錯誤的歷史學者所造成的誤傳，但波軍對此誤傳也是為自軍當時英勇的象徵，形成文化上的共鳴，儘管與事實有所出入」- Steven J. Zaloga: Poland 1939 - The birth of Blitzkrieg. Oxford: Osprey Publishing, 2002. Panzerworld.net （页面存档备份，存于）
3. ↑  Steven J. Zaloga: The Polish Army 1939-45 (Men-at-Arms 117), p.9 （页面存档备份，存于）, Osprey Publishing, Oxford 1982, S. 8
4. 1 2  海因茲·古德里安：《一個士兵的回憶》（Erinnerungen eines Soldaten)，1951年版，第63頁，Books.Google.com （页面存档备份，存于）
5. ↑  George Parada: Invasion of Poland (Fall Weiss), Achtungpanzer.com （页面存档备份，存于）

## 延伸閱讀
- Janusz Piekalkiewicz: Polenfeldzug - Hitler und Stalin zerschlagen die Polnische Republik, Augsburg 1997.

## 外部連結
- （英文） The Mythical Polish Cavalry Charge（页面存档备份，存于）
- （波兰語） Detailed account of the battle
- （波兰語） History of 18th Uhlans Regiment

53°43′32″N 17°37′55″E / 53.72556°N 17.63194°E